# Kliening
Kliening ist ein Ort im Lavanttal in Unterkärnten, und Ortschaft und Katastralgemeinde der Stadtgemeinde Bad St. Leonhard im Lavanttal im Bezirk Wolfsberg, Kärnten, Österreich.

## Geographie
Kliening ist der westlichste Gemeindeteil Bad St. Leonhards. Es liegt in einem kleinen rechten Nebental der Lavant, das bei Wiesenau wenig südlich der Stadt abzweigt, und dann über das Klippitztörl in das Tal der Görtschitz leitet.
Die Ortschaft, mit knapp 230 Gebäude mit etwa 670 Einwohnern, umfasst die Rotte Kliening selbst, die Siedlung Hofbauersiedlung (Wiesenau) und die zerstreuten Häuser Gaisegg, Hermansberg, Kreuzberg, Schattberg, sowie etliche Einzellagen.
Die Katastralgemeinde grenzt an Reichenfels (Marktgemeinde) im Norden, die Bad St. Leonhard (Stadt) im Osten, Twimberg im Süd-Osten, Wolfsberg (Stadtgemeinde) im Süden und die Hüttenberg (Marktgemeinde) im Westen:
|                                        | Weitenbach (Gem. Reichenfels)               | Bad St. Leonhard |
| St. Johann am Presen (Gem. Hüttenberg) | Kompassrose, die auf Nachbargemeinden zeigt |                  |
| Preims (Gem. Wolfsberg)                | Gräbern-Prebl (Gem. Wolfsberg)              | Twimberg         |

## Name und Geschichte
Der Name Kliening geht auf den früheren Namen des Dorfs Klenich zurück. Es ist vom slowenischen Wort hlevnice abgeleitet, welches so viel bedeutet wie „Stalldorf“.
Die ehemals eigenständige Gemeinde wurde mit der Gemeindereform 1973 – mit Teilen von Gräbern-Prebl – nach Bad Sankt Leonhard eingemeindet.
Für das Gebiet an der Mündung des Klieningbaches in die Lavant ist ein Goldvorkommen (sekundäre Lagerstätte, Seifengold) dokumentiert. Dieses Vorkommen soll bereits in der Römerzeit erschlossen gewesen sein, Belege dazu existieren seit dem Mittelalter. Weiters ist ein Marmorvorkommen belegt, aus dem mehrere hundert Baustücke römerzeitlicher Grabbauten stammen sollen.

## Ortskern Kliening

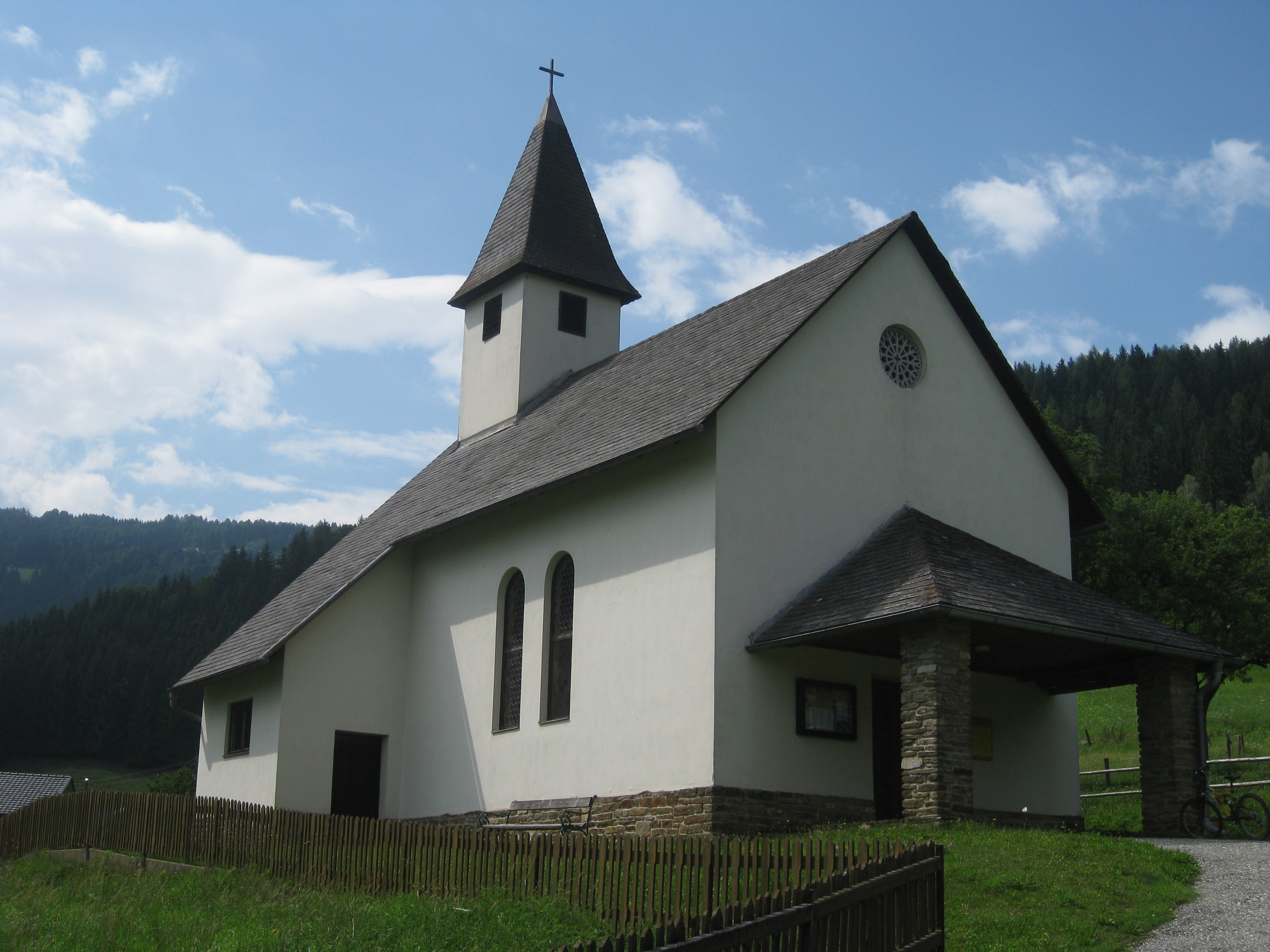
Fatimakirche in Kliening

Der Ortskern von Kliening wird gebildet von der Fatimakirche im Norden und dem Haupthaus der Freiwilligen Feuerwehr Kliening. Mitten durch den Ortskern verläuft die Kärntner Landesstraße L91, die Klippitztörl Straße.

## Vereine
- Singgemeinschaft Kliening
- Freiwillige Feuerwehr Kliening
- Eisschützenverein Kliening – Wiesenau